# Hatșepsut
Maat ka ra Hatșepsut (sfârșitul secolului XVI î.Hr. - cca. 1482 î.Hr.) a fost al cincilea faraon din a 18-a dinastie, soție și regentă a faraonului Tutmes al Il-lea. Ea îl ține în umbră până în anul 1482 î.Hr., când decedează. După moartea ei, numele îi este șters din istorie din ordinul faraonului Tutmes al III-lea (fiul său vitreg).

## Domnia
Regina Hatshepsut a avut parte de o domnie pacifică și prosperă. Este socotită drept "unul dintre cei mai faimoși faraoni" ai dinastiei a 18-a. A construit temple somptuoase și a protejat granițele Egiptului.

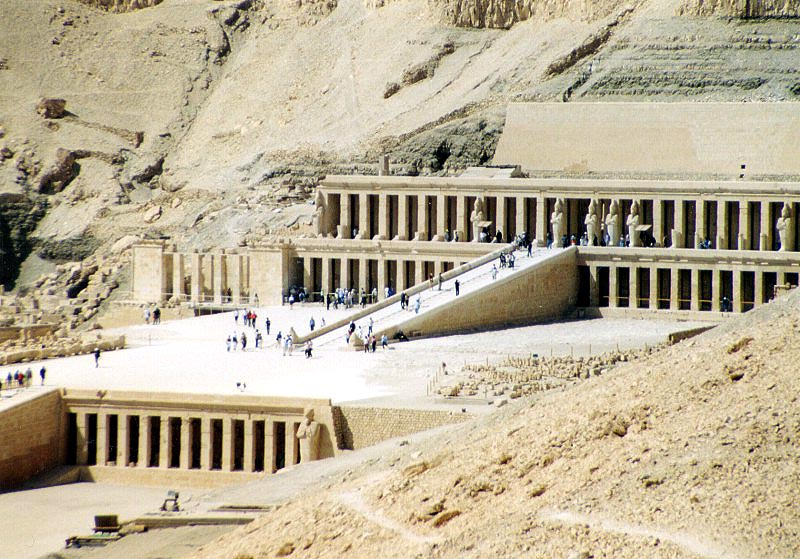
Templul lui Hatșepsut.

În timpul domniei sale, Hatshepsut a inițiat mari lucrări, în legătură cu care numele său va fi pomenit peste milenii: ridică două obeliscuri înalte de 30 de metri la Karnak, ansamblul arhitectonic de la Deir la Bahari, în care munții din jur au fost înglobați în arhitectura templului, formând o originală piramidă, care cuprinde și mormântul femeii faraon.
Imediat după moartea ei, monumentele construite de singurul faraon femeie al Egiptului au fost distruse, statuile care o reprezentau au fost desfigurate, iar numele ei a fost șters din toate scrierile vremii. Hatshepsut a fost considerată disparută din istorie timp de aproape 3000 de ani, dar grație egiptologilor moderni ea și-a reluat locul care i se cuvenea pe scara ierarhică.
Hatshepsut a fost o prințesă regală. Ea a fost fiica cea mai mare a faraonului Tutmes I și a consoartei sale. Ahmose nu a putut să-i ofere regelui un fiu, dar acest lucru nu a contat prea mult, deoarece haremul era la dispoziție, iar regele putea oricând să aibă un copil de speță bărbătească.
Prințul Tutmose, fiul celei de-a doua regine, s-a căsătorit cu Hatshepsut, sora lui vitregă (aveau același tată). Hatshepsut, acum regină a Egiptului, i-a dăruit soțului/fratelui ei o fiică, pe nume Neferure. După moartea lui Tutmes al II-lea, Egiptul era amenințat de o criză dinastică. În haremul princiar exista un urmaș, de speță bărbătească, dar el era mult prea mic pentru a deveni rege. În astfel de situații era normal ca mama urmașului să devină regentul acestuia, dar în acea situație era ceva inadmisibil, pentru că mama naturală a copilului era de o speță mult prea joasă pentru a se urca pe tronul Egiptului. Într-un final s-a ajuns la un compromis, prin care tânărul rege se urca pe tron, dar sub regența reginei Hatshepsut care a fost obligată de răscoala preoților să accepte să devină regenta tânărului rege.
Timp de mai mulți ani, regina se comportă ca atare, dar după un timp, ea s-a încoronat ca rege, aruncându-l astfel pe tânărul Tutmes al III-lea în negura timpului. Mulți egiptologi sunt de părere că puterea în stat era împărțită. Hatshepsut se ocupa de problemele economice și administrative, iar Tutmes se ocupa de problemele militare. Regina a construit două obeliscuri înalte de 108 m, pe care le-a acoperit mai apoi cu aur. Se spune că atunci când răsărea soarele, obeliscurile erau scăldate de lumina acestuia iar mai apoi acestea reflectau lumina solară în tot regatul.